# 陳義洲
陳義洲（1952年9月1日—），中華民國政治人物，台北市議會第8-13屆市議員（內湖區、南港區），生於台北市內湖區。曾任內湖獅子會榮譽理事以及內湖晨泳會副會長。

## 外部連結
- 陳義洲議員 FaceBook 粉絲專頁 （页面存档备份，存于）